# Mnium weigelii
Mnium weigelii là một loài Rêu trong họ Mniaceae. Loài này được (Spreng.) Röhl. mô tả khoa học đầu tiên năm 1813.